# Zenon Thienel
Zenon Thienel (ur. 25 maja 1904 w Tarnopolu, zm. wiosną 1940 w Charkowie) – inżynier budowy dróg i mostów, podporucznik saperów rezerwy Wojska Polskiego, ofiara zbrodni katyńskiej.

## Życiorys

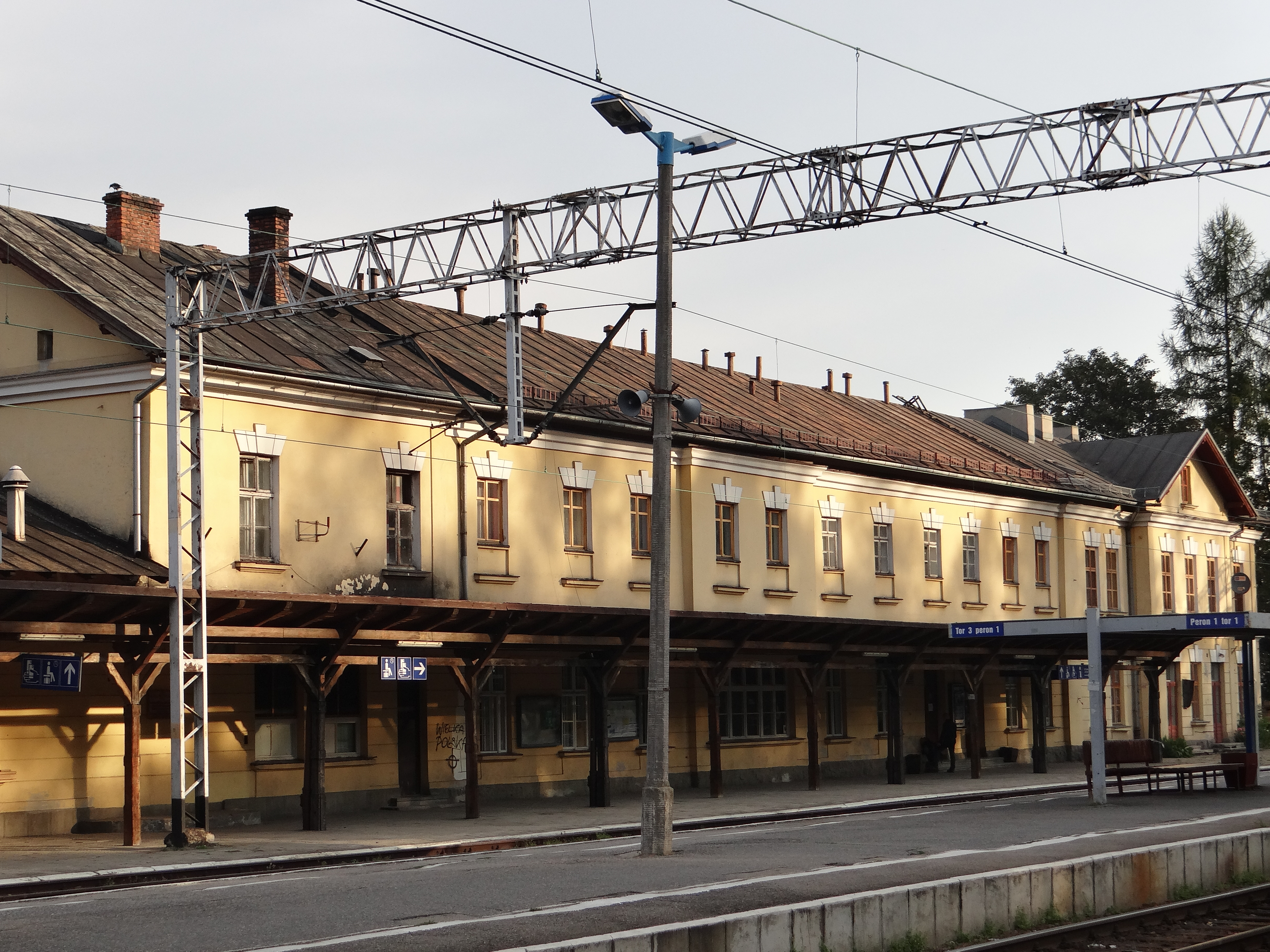
Budynek dworca w Zakopanem

Syn Józefa i Jadwigi z Mężyńskich (ur. 1881). Uczęszczał do gimnazjum w rodzinnym Tarnopolu. Absolwent Politechniki Lwowskiej z 1928. Uzyskał tytuł inżyniera o specjalności budowy dróg i mostów.
W Wojsku Polskim ukończył Szkołę Podchorążych Rezerwy Saperów w 1932. Został przydzielony do 1 Batalionu Mostów Kolejowych. W 1935 został mianowany podporucznikiem ze starszeństwem z 1 stycznia 1934 i 15. lokatą w korpusie oficerów rezerwy inżynierii i saperów.
Był redaktorem naczelnym i odpowiedzialnym miesięcznika „Życie Technickie” (organ Kół Naukowych Polskiej Młodzieży Akademickiej Wyższych Uczelni Technicznych w Polsce i Wolnym Mieście Gdańsku). W Katedrze Budowy Kolei Żelaznych na Wydziale Inżynierii Lądowej i Wodnej Politechniki Lwowskiej był asystentem starszym w roku akademickim 1934/1935, następnie adiunktem w roku akademickim 1935/1936. Był autorem przebudowy stacji kolejowej Zakopane, przeprowadzonej w latach 1937–1939 z uwagi na odbywające się w Zakopanem Mistrzostwa Świata w Narciarstwie Klasycznym 1939.
W czasie kampanii wrześniowej po agresji ZSRR na Polskę wzięty do niewoli sowieckiej i przewieziony do obozu w Starobielsku. Wiosną 1940 został zamordowany przez funkcjonariuszy NKWD w Charkowie i pogrzebany potajemnie w bezimiennej mogile zbiorowej w Piatichatkach, gdzie od 17 czerwca 2000 mieści się oficjalnie Cmentarz Ofiar Totalitaryzmu w Charkowie. Figuruje na Liście Starobielskiej NKWD, pod poz. 3373.
Jego matka w 1940 została deportowana (wraz z córką Janiną i synem Stanisławem) przez władze sowieckie na teren obecnego Kazachstanu, gdzie zmarła w 1943.

## Ordery i odznaczenia
- Srebrny Krzyż Zasługi (20 lipca 1939)[12]

## Upamiętnienie
5 października 2007 minister obrony narodowej Aleksander Szczygło mianował go pośmiertnie na stopień porucznika. Awans został ogłoszony 10 listopada 2007 w Warszawie, w trakcie uroczystości „Katyń Pamiętamy – Uczcijmy Pamięć Bohaterów”. 